# Bondurant (Iowa)
Bondurant é uma cidade localizada no estado americano de Iowa, no Condado de Polk.

## Demografia
Segundo o censo americano de 2000, a sua população era de 1846 habitantes. 
Em 2006, foi estimada uma população de 2403, um aumento de 557 (30.2%).

## Geografia
De acordo com o United States Census Bureau tem uma área de 
12,5 km², dos quais 12,4 km² cobertos por terra e 0,1 km² cobertos por água.

## Localidades na vizinhança
O diagrama seguinte representa as localidades num raio de 12 km ao redor de Bondurant. 